# Georg von Kunheim der Jüngere
Georg von Kunheim der Jüngere (* Juli 1532 in Wehlau, Herzogtum Preußen; † 18. Oktober 1611 in Knauten bei Preußisch Eylau, Herzogtum Preußen) war ein preußischer Verwaltungsbeamter und der Ehemann der jüngsten und einzigen überlebenden Tochter des Reformators Martin Luther, Margarete Luther.

## Leben
Georg von Kunheim d. J. wurde geboren als Sohn der Eheleute Georg von Kunheim d. Ä. (* 1480, † 1543), Amtshauptmann von Tapiau, und Margarete Truchseß von Wetzhausen († 1537). Sein Vater war ein enger politischer Vertrauter des Herzogs Albrecht von Preußen. Er verlor früh seine Mutter und sechs Jahre später, als er kaum elf Jahre alt war, auch seinen Vater. Herzog Albrecht übernahm seine Vormundschaft und beaufsichtigte seine Erziehung und Ausbildung. Georg d. J. besuchte das Pädagogium in Königsberg i. Pr. und die Albertus-Universität Königsberg, wo er Schüler von Wilhelm Gnapheus und Stanislaus Rapagelanus war. Vom Herzog 1550 zur Universität Wittenberg geschickt, studierte er dort Theologie und später Rechtswissenschaften. 1554 verlobte er sich im Hause Philipp Melanchthons mit Margarete Luther, der jüngsten und einzigen überlebenden Tochter Martin Luthers. Nach Ausräumung von Bedenken seitens der Vormünder heiratete er sie am 5. August 1555. Nachdem er 1557 nach Preußen zurückgekehrt war, erhob ihn Herzog Albrecht zunächst zum Landrat, Landrichter und Kastenherr von Bartenstein; später ernannte er ihn zum Amtshauptmann von Bartenstein. 
Aus zeitgenössischer Sicht verkörperte Georg von Kunheim d. J., der mit Nachdruck die lutherische Lehre förderte, weitgehend das Idealbild eines preußischen Edelmanns. Als Patronatsherr über die Dorfkirche Mühlhausen berief er 1560 den Pfarrer Caspar Henneberger, unterstützte diesen bei seinen Studien zur preußischen Landkarte, kündigte ihm aber 1589 aufgrund von dogmatischen Meinungsverschiedenheiten.
Nach dem Tod Margarete Luthers († 1570) heiratete er 1573 Dorothea von der Ölsnitz († 1602). Aus der ersten Ehe gingen neun Kinder hervor, von denen nur drei überlebten, aus der zweiten acht Kinder.